# Тројица (ТВ филм)
„Тројица” је југословенски ТВ филм из 1960. године. Режирао га је Јанез Шенк а сценарио је написао Маријан Матковић.

## Улоге
| Глумац               | Улога |
| -------------------- | ----- |
| Драгомир Фелба       |       |
| Миодраг Лазаревић    |       |
| Александар Стојковић |       |
| Љуба Тадић           |       |
| Јанез Врховец        |       |